# Campionato sudamericano maschile di pallacanestro 1942
Il 10º Campionato dell'America Meridionale Maschile di Pallacanestro (noto anche come FIBA South American Championship 1942) si è svolto dal 7 al 17 marzo 1942 a Santiago del Cile in Cile. Il torneo è stato vinto dalla nazionale argentina.
I FIBA South American Championship sono una manifestazione contesa dalle squadre nazionali dell'America meridionale, organizzata dalla CONSUBASQUET (Confederazione America Meridionale), nell'ambito della FIBA Americas.

## Squadre partecipanti
- Argentina
- Brasile
- Cile
- Ecuador
- Uruguay

## Classifica finale
| Pos | Squadra   | V-P |
| --- | --------- | --- |
|     | Argentina | 3-1 |
|     | Uruguay   | 3-1 |
|     | Cile      | 2-2 |
| 4   | Brasile   | 2-2 |
| 5   | Ecuador   | 0-4 |